# اووکوپ
اووکوپ (به هلندی: Oukoop) یک منطقهٔ مسکونی در هلند است که در استان اوترخت واقع شده‌است. اووکوپ ۲۴۰ نفر جمعیت دارد.